# Адміністративний устрій Карлівського району
Адміністративний поділ Карлівського району — адміністративно-територіальний поділ Карлівського району Полтавської області на 1 міську раду, 1 сільську громаду і 9 сільських рад, які об'єднують 37 населених пунктів.

## Список сільських громадКарлівського району
| № | Назва                       | Центр      | Населені пункти                                                                                                 | Площа км² | Місце за площею | Населення (2001), чол. | Місце за населенням |
| - | --------------------------- | ---------- | --- | --------- | --------------- | ---------------------- | ------------------- |
| 1 | Ланнівська сільська громада | с-ще Ланна | с-ще Ланна c. Верхня Ланна с. Коржиха с. Куми с. Львівське c. Нижня Ланна с. Редути с. Холодне Плесо с. Чалівка |           |                 |                        |                     |

## Список сільських радКарлівського району
| №  | Назва                           | Центр                  | Населені пункти                                                                        | Площа км² | Місце за площею | Населення (2001), чол. | Місце за населенням |
| -- | ------------------------------- | ---------------------- | -------------------------------------------------------------------------------------- | --------- | --------------- | ---------------------- | ------------------- |
| 1  | Карлівська міська рада          | м. Карлівка            | м. Карлівка с-ще Іванівка с-ще Солона Балка                                            |           |                 |                        |                     |
| 2  | Білухівська сільська рада       | c. Білухівка           | c. Білухівка с. Знаменка                                                               |           |                 |                        |                     |
| 3  | Варварівська сільська рада      | c. Варварівка          | c. Варварівка                                                                          |           |                 |                        |                     |
| 4  | Голобородьківська сільська рада | с-ще Голобородьківське | с-ще Голобородьківське с-ще Михайлівське с-ще Тагамлицьке                              |           |                 |                        |                     |
| 5  | Климівська сільська рада        | c. Климівка            | c. Климівка                                                                            |           |                 |                        |                     |
| 6  | Лип'янська сільська рада        | c. Лип'янка            | c. Лип'янка с. Бабайкове с. Розумівка с. Ясне                                          |           |                 |                        |                     |
| 7  | Максимівська сільська рада      | c. Максимівка          | c. Максимівка с. Володимирівка с. Давидівка с. Короленківка с. Павлівщина с. Тарасівка |           |                 |                        |                     |
| 8  | Попівська сільська рада         | c. Попівка             | c. Попівка                                                                             |           |                 |                        |                     |
| 9  | Федорівська сільська рада       | c. Федорівка           | c. Федорівка                                                                           |           |                 |                        |                     |
| 10 | Мартинівська сільська рада      | с-ще Мартинівка        | с-ще Мартинівка с-ще Вакулиха с-ще Красне с. Мар'янівка с-ще Тишенківка с-ще Шевченка  |           |                 |                        |                     |

* Примітки: м. - місто, с-ще - селище, с. - село

## Колишні населені пункти
- с-ще Майське († 1988)
- с. Педашка († 1988)
- с. Нові Павучки († 2000)